# 박종원 (종교인)
박종원(朴宗源, 1793년 ~ 1840년 1월 31일)은 조선의 천주교 박해 때에 순교한 한국 천주교의 103위 성인 중에 한 사람이다. 세례명은 아우구스티노(Augustinus)이다.
그는 순교자 고순이 바르바라의 남편이다.

## 생애
박종원은 1793년에 한양의 한 양반 집안에서 태어났다. 그는 온화한 성품을 지녔었으며 친절한 사람이었다. 그는 뛰어난 학자였으며 수완가이기까지 했다.
그는 어릴 때 아버지를 여읜 이래 가난하게 살았지만, 불평 한번 없었다. 그는 어머니에게 충실하였고 그녀와 함께 독실한 신앙생활을 이어나갔다. 그는 교우 고순이와 결혼하여 3남매를 두었다. 그는 매우 자비로웠다. 그는 여러 천주교 신자들과 예비 신자들을 가르치고 격려하였다. 그는 죽을 위험에 처한 많은 아이들에게 세례를 베풀었다. 그는 이렇게 말하곤 하였다. "예수님께서 저를 사랑하시므로, 저 또한 그분을 사랑해야 합니다. 그분께서 저를 위하여 고통 받으셨으므로, 저 또한 고통 받아야 합니다." 그는 순교자가 되기 위한 열렬한 욕구를 갖고 있었다.
박종원은 다른 사람들의 잘못을 지적하며 충고하려 들었다. 그는 누군가가 죄 있는 상태에 있는 것을 볼때면, 얼굴에 그늘이 드리웠다. 그러나, 그 사람들을 대하는 그의 태도는 친절하여 그들을 불쾌하게 만들지는 않았다. 사람들은 그에 대해 이렇게 말하곤 했다. "박종원이 화난 것을 한번도 본 적이 없어요." 박종원은 어려운 상황 속에서도 솔선하였다. 그는 선교사들을 조선에 데려오는데 엄청난 노력을 쏟았다. 그의 재능과 덕행이 앵베르 주교에게 알려져, 주교는 그를 교리 교사로 임명하였다. 박종원은 교리 선생으로서 그의 의무를 훌륭히 수행하였다.
1839년 기해년에 박해가 발발하자, 박종원은 집을 떠나 8개월 동안 수감된 교우들과 연락하는 한편 흩어진 교우들을 찾아가 돌보기를 계속하던 중, 10월 26일에 체포되었다. 그는 여러 차례의 격심한 심문과 고문을 받아서 팔과 다리를 쓸 수 없는 지경이 되었지만, 고통을 표출하지 않았다. 그의 살가죽이 떨어져 나갔지만, 그는 하느님을 위해 고통받는 것을 행복해 했다.
관련 기록에 따르면, 박종원은 확신을 가지고 천국과 지옥에 대해 설명하였고 자신의 조상에게 제사를 지내는 것을 거부한 죄목이 있다고 한다.
박종원은 한양 근교의 당고개로 압송되어 아내 고순이가 순교한지 약 한 달만인 1840년 1월 31일에 48세의 나이로 다섯 명의 교우와 함께 참수되어 순교하였다.

## 시복 · 시성
박종원 아우구스티노는 1925년 7월 5일에 로마 성 베드로 광장에서 교황 비오 11세가 집전한 79위 시복식을 통해 복자 품에 올랐고, 1984년 5월 6일에 서울특별시 여의도에서 한국 천주교 창립 200주년을 기념하여 방한한 교황 요한 바오로 2세가 집전한 미사 중에 이뤄진 103위 시성식을 통해 성인 품에 올랐다.

## 참고 문헌
- 가톨릭 사전: 박종원
- Catholic Bishop's Conference Of Korea. 103 Martryr Saints: 박종원 아우구스티노 Augustinus Pak Chong-won 보관됨 2019-11-16 - 웨이백 머신